# Mädchen Amick
Mädchen Elaina Amick (ur. 12 grudnia 1970 w Sparks) – amerykańska aktorka i reżyserka telewizyjna. Odtwórczyni roli Shelly Johnson w serialu Davida Lyncha Miasteczko Twin Peaks (1990–1991), prequelu kinowym Twin Peaks: Ogniu krocz ze mną (1992) i serialu Twin Peaks (2017). 

## Życiorys
Urodziła się w Sparks w Nevadzie, mieście graniczącym z Reno, jako córka Judy (z domu Ross), kierowniczki gabinetu lekarskiego, i Billa Amicka, muzyka. Jej rodzice byli częściowo pochodzenia niemieckiego, wybrali nietypowe imię Mädchen (po niemiecku „dziewczynka”). Jej rodzina miała również pochodzenie norweskie, szwedzkie, angielskie i irlandzkie. Od trzeciego roku życia uczyła się gry na pianinie, a potem także na gitarze i wiolonczeli. Chodziła na kursy tańca współczesnego, baletu i stepowania. Choć rodzice wkrótce rozwiedli się, każde wakacje spędzała z ojcem, towarzysząc mu w trasach koncertowych. To właśnie ojciec zachęcił ją, by spróbowała sił w kółku teatralnym. Wszystkie oszczędności zainwestowała w serię zdjęć reklamowych i przekonawszy do swoich planów matkę, w wieku 16 lat, przeprowadziła się do Los Angeles, aby rozpocząć karierę aktorską. 
Pracowała jako modelka dla prestiżowej Elite Modeling Agency. W dziesiątym odcinku drugiego sezonu serialu fantastycznonaukowego Star Trek: Następne pokolenie (Star Trek: The Next Generation) – pt. „Delfin” („The Dauphin”, 1989) wystąpiła w roli młodej Anyi. Po gościnnym występie w serialu NBC Słoneczny patrol (1989), zagrała rolę panny Doddsworth w komedii telewizyjnej Michaela Schultza Seks – skandal po amerykańsku (The Great American Sex Scandal, 1990) u boku Stephena Baldwina, Heather Locklear i Tracy Scoggins. Jej przełomową rolą była postać kelnerki Shelly Johnson, która doświadczyła przemocy fizycznej ze strony swojego męża-przestępcy, Leo, i była jedną z najpopularniejszych postaci w serialu Miasteczko Twin Peaks (1990–1991), za którą była nominowana do nagrody tygodnika „Soap Opera Digest” dla wybitnej aktorki drugoplanowej w najwyższym czasie emisji. Za rolę tajemniczej Leny w dreszczowcu Wyśniona kochanka (Dream Lover, 1994) z Jamesem Spaderem zdobyła nominację do Nagrody Saturn w kategorii najlepsza aktorka.
16 grudnia 1995 zawarła związek małżeński z Davidem Alexisem, z którym ma syna Sylvestra Tima (ur. 5 lipca 1992) i córkę Minę Tobias (ur. 2 września 1993).

## Filmografia

### Filmy
- 1990: Dziś wieczorem jestem niebezpieczny (I’m Dangerous Tonight, TV) jako Amy
- 1990: Seks – skandal po amerykańsku (The Great American Sex Scandal, TV) jako Panna Doddsworth
- 1990: Nie mów jej, że to ja (Don’t Tell Her It’s Me) jako Mandy
- 1991: Ten pierwszy raz (For the Very First Time, TV) jako Rhonda
- 1992: Lunatycy (Sleepwalkers) jako Tanya Robertson
- 1992: Twin Peaks: Ogniu krocz ze mną jako Shelly Johnson
- 1993: Wyśniona kochanka (Dream Lover) jako Lena Mathers
- 1993: Napad (Love, Cheat & Steal, TV) jako Lauren Harrington
- 1994: Zagubieni w raju (Trapped in Paradise) jako Sarah Collins
- 1995: Podwórze (The Courtyard, TV) jako Lauren
- 1995: Wyjście francuskie (French Exit) jako Zina
- 1997: Ładunek wewnętrzny (Bombshell) jako Angeline
- 1997: Bez serca (Heartless, TV) jako Ann „Annie” O’Keefe
- 1998: Polowanie (The Hunted, TV) jako Samantha Clark
- 1998: Zemsta losu (Twist of Fate) jako Rachel Dwyer
- 1999: Pan Rock 'n' Roll: The Alan Freed Story (Mr. Rock 'n' Roll: The Alan Freed Story, TV) jako Jackie McCoy
- 2000: Lista (The List) jako Gabrielle Mitchell
- 2001: Twarzą w twarz (Face to Face) jako Jamie
- 2001: Szubienica (Hangman, TV) jako Grace Mitchell
- 2001: Sceny zbrodni (Scenes of the Crime') jako Carmen
- 2002: Śmiertelny wirus (Global Effect) jako dr Sera Levitt
- 2005: Oszustwa i kłamstwa (Lies and Deception, TV) jako Jean Brooks
- 2008: Mój śmiertelny wróg jako Angie Spivey
- 2010: Unanswered Prayers (TV) jako Ava Andersson
- 2011: Ksiądz (Priest) jako Shannon Pace

### Seriale
- 1988: Dni naszego życia
- 1989: Star Trek: Następne pokolenie jako Anya, młoda dziewczyna
- 1989: Słoneczny patrol jako Laurie Harris
- 1990–1991: Miasteczko Twin Peaks jako Shelly Johnson
- 1995: Upadłe anioły (Fallen Angels) jako Pani Cordell
- 1995–1996: Central Park West jako Carrie Fairchild
- 1998–1999: Wyspa fantazji (Fantasy Island) jako Ariel
- 1999: Jezioro marzeń jako Nicole Kennedy
- 2002–2003: Kochane kłopoty jako Sherry Tinsdale
- 2003: Szczęśliwa karta (Wild Card) jako Crystal Stevenson
- 2003: Nie ma sprawy (Ed) jako Celeste „CeCe” Royce
- 2003: Sędziowie z Queens (Queens Supreme) jako Lisa Salinger
- 2004–2005: Ostry dyżur jako Wendell Meade
- 2005: Joey jako Sara
- 2006: Prawo i porządek jako Alissa Goodwyn
- 2006–2007: Uprowadzeni jako Yvonne Guttman
- 2007: Viva Laughlin jako Natalie Holden
- 2008: Shark jako Gina Romero
- 2008: Plotkara jako Catherine Beaton
- 2008: Californication jako Janie Jones
- 2008: Mój śmiertelny wróg jako Angelica „Angie” Spivey
- 2010: Układy jako Danielle Marchetti
- 2010: CSI: Kryminalne zagadki Nowego Jorku jako Aubrey Hunter
- 2011: Białe kołnierzyki jako Selena Thomas
- 2012: Świry jako Jacqueline Medeiros
- 2012: Piękna i Bestia jako Lois Whitworth
- 2012: Mad Men jako Andrea Rhodes
- 2012: Jej Szerokość Afrodyta jako Gina Blunt
- 2013–2014: Longmire jako Deena
- 2013–2014: Czarownice z East Endu jako Wendy Beauchamp
- 2015: American Horror Story: Hotel jako Pani Ellison
- 2016: Drugie życie jako Joan Solodar
- 2016–2017: Love jako Mama
- 2017: Twin Peaks jako Shelly Briggs
- 2017–2023: Riverdale jako Alice Cooper

### Teledyski
Obsada aktorska
| Rok  | Tytuł                               | Wykonawca      |
| ---- | ----------------------------------- | -------------- |
| 1987 | „It Would Take a Strong Strong Man” | Rick Astley    |
| 1988 | „Todo el amor que te hace falta”    | Julio Iglesias |
| 1988 | „My Guitar Wants to Kill Your Mama” | Dweezil Zappa  |
| 1988 | „Temptation”                        | Wet Wet Wet    |
| 2019 | „Shoes”                             | Mina Tobias    |

Reżyseria
| Rok  | Tytuł                                       | Wykonawca   |
| ---- | ------------------------------------------- | ----------- |
| 2016 | „Freedom”                                   | Mina Tobias |
| 2016 | „Kings & Queens”                            | Mina Tobias |
| 2017 | „Spoken” (feat. Gabi DeMartino & Kai Lucas) | Sly Alexis  |
| 2018 | „Another One”                               | Mina Tobias |
| 2019 | „Shoes”                                     | Mina Tobias |